# Live: A Night on the Strip
Live: A Night on the Strip è un live album degli L.A. Guns, uscito l'8 febbraio 2000 per l'etichetta discografica Cleopatra Records.

## Tracce
1. Face Down (Cripps, Guns, Lewis, Nickels, Riley) 4:23
2. Sex Action (Black)	3:44
3. One More Reason (Black, Guns) 4:00
4. Kiss My Love Goodbye (Cripps, Diamond, Guns, Lewis, Nickels, Riley) 3:48
5. Bitch Is Back (Black, Cripps, Guns, Lewis) 3:21
6. Time Long Time Dead (Cripps, Guns, Lewis, Nickels, Riley) 5:06
7. Over the Edge (Cripps, Guns, Lewis, Nickels, Riley) 3:48
8. Never Enough (Black, Guns) 6:23
9. Nothing Better to Do (Cripps, Guns, Lewis, Nickels, Riley) 4:16
10. Guitar Solo (Cripps, Guns, Lewis, Nickels, Riley) 2:40
11. Electric Gypsy (Cripps, Guns, Lewis, Nickels, Riley): 59
12. Ballad of Jayne (Cripps, Guns, Lewis, Nickels, Riley) 4:32
13. Rip and Tear (Cripps, Guns, Lewis, Nickels, Riley) 6:17
14. (senza titolo)	  		5:06

## Formazione
- Phil Lewis - voce
- Tracii Guns - chitarra
- Mick Cripps - chitarra
- Kelly Nickels - basso
- Steve Riley - batteria